# Campionatul de Fotbal al României 1921/1922
Desátý ročník Campionatul de Fotbal al României (Rumunského fotbalového mistrovství) se konal od srpna do 17. září 1922. 
Turnaje se zúčastnilo sedm klubů z celého Rumunska. Hrálo se vyřazovacím způsobem a titul získal poprvé ve své klubové historii Chinezul Temešvár, který porazil ve finále Victorii Kluž 5:1.